# 4488 Tokitada
4488 Tokitada (1987 UK) là một tiểu hành tinh vành đai chính được phát hiện ngày 21 tháng 10 năm 1987 bởi Kenzo Suzuki và Takeshi Urata ở Toyota.